# Osten
| Nordwest | Norden  | Nordost |
| Westen   | Kompass | Osten   |
| Südwest  | Süden   | Südost  |

Der Osten ist die in Richtung der Erdrotation verlaufende Himmelsrichtung. Sie ist eine der vier Haupthimmelsrichtungen (Nord, Ost, Süd, West).
Der Osten wird kulturhistorisch mit dem Sonnenaufgang assoziiert. Allerdings weicht der Aufgangspunkt der Sonne je nach Jahreszeit deutlich von der Ostrichtung ab: Am Äquator bis zu 23°, in Mitteleuropa bis zu 45° (also zwischen Nordost und Südost).

## Wortherkunft und Mythologie

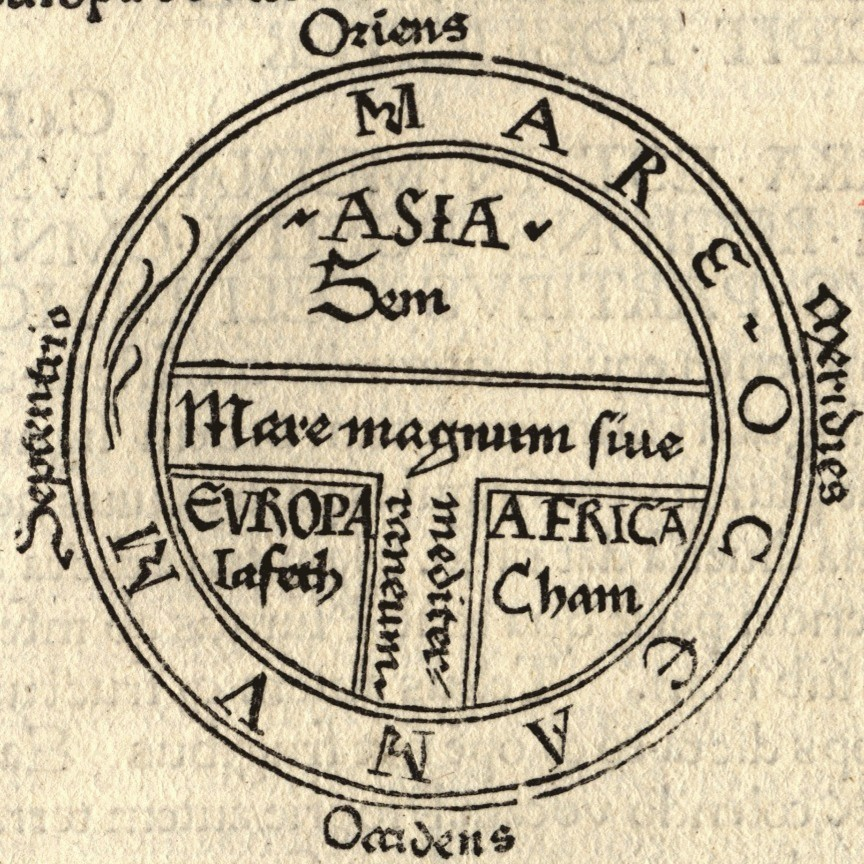
T-O-Karte, aus Isidor von Sevillas Etymologiae, Erstdruck Günther Zainer, 1472 – oben ist hier noch Oriens Osten, Norden links

Osten kommt vom althochdt. ostan ‚östlich‘. Der Ausdruck „Osten“ (bzw. sein Adjektiv „östlich“) wird im Deutschen seit dem 15. Jahrhundert gebraucht. Ursprünglich wurde die Himmelsrichtung (dichterisch bis heute) auch mit „gen Sonnenaufgang“ bezeichnet. Das Wort ist als angelsächsisch eâst wurzelverwandt mit griechisch eos und lateinisch aurora, die beide sowohl Morgenröte als auch Morgen als Göttin personifiziert bedeuten.
Frühe Landkarten waren nicht genordet, sondern geostet orientiert, da die heilige Stadt Jerusalem im Osten lag. Im christlichen Glauben ist der Osten unter anderem die Richtung, die mit der einstigen Wiederkehr des auferstandenen Christus assoziiert wird. Aus diesem Grund sind viele Kirchen geostet. Auch das Wort Orientierung (lateinisch oriens Osten, von orior, "aufgehen, sich erheben", wiederum nach der Sonne) hat in der Ostung seinen Ursprung.
In der antiken Mythologie steht griech. Anatole oder Anatolia, Göttin des Sonnenaufgangs, auch eine römische Hore, vergleiche Anatolien für das ‚Land im Osten‘.
In der nordischen Mythologie tragen die vier Zwerge Norðri, Suðri, Austri und Vestri den Schädel Ymirs, aus welchem die Asen das Himmelsgewölbe errichteten, Austri ist der Zwerg des Ostens – erhalten ist dieses Wort in Austrasien/Austrien, dem Ostfrankenreich, wie auch in Ostarrîchi/Austria, den Worten für Österreich.
In China steht der Erdzweig des Hasen (卯 mǎo) und das Trigramm Donner (震 zhèn) symbolisch für die Himmelsrichtung Osten.
Die Assoziation von Frühling mit Morgen und Osten ist weit verbreitet. Ob bei der Himmelsrichtung ein wirklicher etymologischer Zusammenhang mit Ostern, dem Frühlingsfest, besteht, ist nicht zweifelsfrei.
Gläubige Muslime verneigen sich beim Gebet nach Mekka. In der westlichen Welt entspricht dies einer Verneigung in östlicher Richtung.

## Vermeidung von Verwechslungen
Während Osten standardsprachlich mit kurzem »O« ausgesprochen wird, verwendet man im Funkverkehr oder in der Militärsprache ein langes »O«, um eine Verwechslung mit Westen zu vermeiden (Explizitlautung). Des Weiteren kann »ostwärts« anstelle von »östlich« verwendet werden.
Als technische Abkürzung für Osten wird in der Navigation und Kartografie meist der Großbuchstabe ‚E‘ verwendet (engl. east, franz. est), um eine Verwechslung mit Null zu vermeiden. Im romanischen Sprachraum kann auch eine Verwechslung des Buchstaben »O« vorkommen, die für Westen steht (franz. ouest, ital. ovest, span. oeste).

## Haupthimmels- und Koordinatenrichtung
Osten ist eine der vier Haupthimmelsrichtungen und hat besondere Bedeutung für die Geographie und die Navigation, so auf dem Kompass. Auf der Osthälfte des Himmels steigen alle Gestirne empor (analog sinken sie auf der Westhälfte). Der Osten dient oft auch als Koordinatenrichtung (in der Mathematik meist als Abszisse x, in der Geodäsie als Ordinate y; letztere wird deshalb auch Ostwert genannt).
Geometrisch betrachtet bildet die Himmelsrichtung „Ost“ oder „Osten“ (Abkürzung O, englisch E) eine der zwei Winkelhalbierenden zwischen Nord (0 Grad) und Süd (180 Grad).

## Osten im übertragenen Sinn

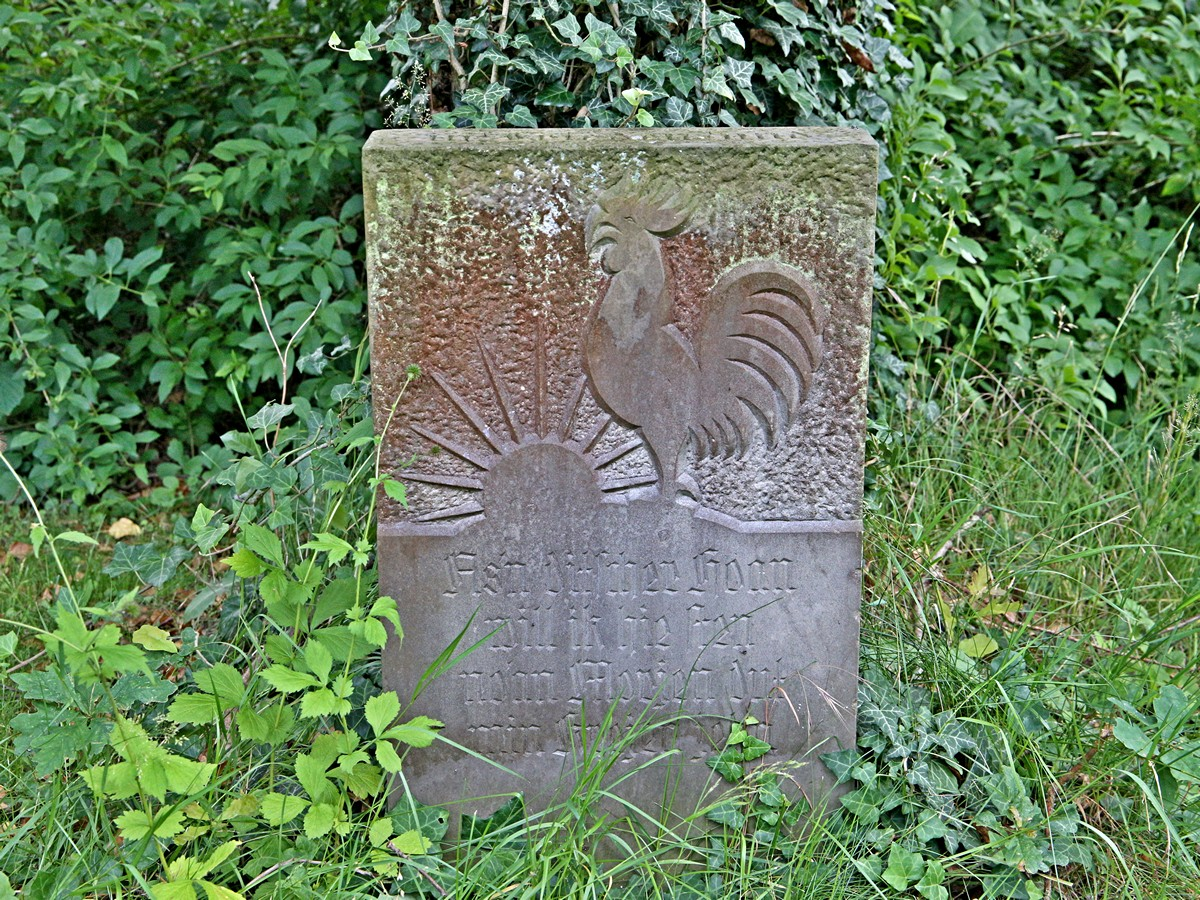
Gedenkstein der Vertriebenen in Bussau von 1979

Noch Jahrzehnte nach dem Ende des Deutschen Reiches war „der Osten“ der vom Deutschen Orden und von der Deutschen Ostsiedlung geprägte deutsche Osten. Diese Bezeichnung der Ostgebiete des Deutschen Reiches wandelte sich nach dem Deutsch-polnischen Grenzvertrag und dem Zwei-plus-Vier-Vertrag; die Sowjetische Besatzungszone und die Deutsche Demokratische Republik waren nie „Ostdeutschland“. Erst die Deutsche Wiedervereinigung brachte diesen Bedeutungswandel – und Verballhornungen wie Ossi und Wessi und Ostalgie.
Die Länder im asiatischen, muslimischen Osten wurden zusammengefasst unter dem Begriff Morgenland – wo (scheinbar) „die Sonne aufgeht“. Ihm gegenüber steht die westliche Welt, das Abendland. Die Vorstellung eines „Orients“' ist noch in den Bezeichnungen Naher Osten, Mittlerer Osten und Ferner Osten lebendig. In seinem Buch Orientalismus dekonstruiert Edward Said den Orient als westliches Othering. Der Osten werde aus westlicher Sicht als rückständig, geheimnisvoll und unaufgeklärt beschrieben und stelle somit das Gegenbild des fortschrittlichen Westens dar. Die Dichotomie Orient-Okzident sei außerdem erst seit dem 18. Jahrhundert belegt.
Ähnlich wie der Orient ist auch das Bild von Osteuropa von vergleichbaren Fremdbeschreibungen geprägt, wie in der Kulturträgertheorie. Im Diskurs des Kalten Kriegs bezeichnete „Osten“ die sozialistischen Staaten des Warschauer Pakts im Gegensatz zum demokratischen Westen.